# Said al-Schawa

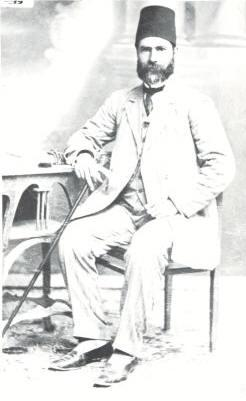
Porträt von Said al-Schawa als Bürgermeister von Gaza-Stadt

Said al-Schawa (arabisch سعيد الشوا, DMG Saʿīd aš-Šawā; * 1868; † Oktober 1930) war ein palästinensischer Politiker und der erste Bürgermeister von Gaza-Stadt. Er war von 1906 bis 1917 im Amt. und von 1921 bis zu seinem Tod eines der Mitglieder des Obersten Islamischen Rates. Al-Schawi hatte während des Ersten Weltkrieges die Osmanen und den Jerusalemer Politiker Mohammed Amin al-Husseini unterstützt und war ein Gegner des Britischen Mandats für Palästina.

## Politische Laufbahn

### Bürgermeister von Gaza
Al-Schawa entstammt einer in Gaza-Stadt prominenten Familie, schon seit Vater war Vorsitzender des 1893 gegründeten Munizips. Al-Schawa wurde 1904 zum Gemeinderat und 1906 zum ersten Bürgermeister der Stadt ernannt. Während seiner Amtszeit sorgte er für den Bau eines Krankenhauses sowie mehrerer Moscheen und Schulen in Gaza-Stadt und es heißt, er habe 1911 den modernen Pflug in die Region gebracht. Al-Schawa unterhielt während des Ersten Weltkrieges enge Beziehungen mit der Armee des Osmanischen Reiches und wurde von den osmanischen Behörden ausgezeichnet. Seine Sympathien für die Sache der Osmanen veranlasste die Briten, die 1917 siegreich aus der dritten Schlacht um Gaza hervorgingen, al-Schawa abzusetzen.

### Aktivität im Obersten Islamischen Rat
Kurz nach der Gründung des Obersten Islamischen Rates wurde al-Shawa 1921 zu einem der vier Mitglieder des höchsten Wahlgremiums des Rates. Er vertrat den Bezirk Jerusalem. Zu diesem Zeitpunkt war al-Schawa wohlhabend und ein Großgrundbesitzer, sowohl in Gaza als auch in Be’er Scheva; insgesamt besaßen die al-Schawa rund 100.000 Dunam Land. Der Präsident des Obersten Islamischen Rats, der Mufti von Jerusalem Amin al-Husseini, gab al-Schawa weitreichende Vollmachten im Süden Palästinas, um sich seiner Ergebenheit zu versichern. Bei der Restaurierung der im Ersten Weltkrieg durch das britische Bombardement teilweise zerstörten Großen Moschee von Gaza (1926–1927) machte sich al-Schawa verdient. Al-Schawa starb 1930. Seinen Platz im Obersten Islamischen Rat nahm Muhi ad-Din 'Abd al-Shafi, ein Ulama und politischer Gegner al-Husseinis.